# Зангионов, Рафаэль Юрьевич
Рафаэ́ль Ю́рьевич Зангио́нов (5 августа 1978) — российский футболист, играл на позициях полузащитника и нападающий.

## Карьера
Дебютировал в профессиональном футболе в 1994 году в клубе «Иристон». Откуда перебрался в академию футбола бельгийского «Андерлехта», где вместе с ним тренировались братья Алексей и Максим Бодренко из России. В сезоне 1998/1999 провёл 13 матчей за «Харельбеке», после чего летом 1999 года безуспешно пытался трудоустроиться во владикавказской «Алании». В 2000 году перешёл в махачкалинский «Анжи», за который дебютировал 22 июля в домашнем матче против «Алании», выйдя на 80-й минуте на замену Гаджи Баматову, через 4 минуты отметился забитым мячом. В начале 2001 года находился в аренде в «Нефтехимике», летом 2001 года вместе с Анатолием Теблоевым перешёл в «Аланию». Далее играл за «Уралан плюс» и «Лукойл». С 2007 по 2008 годы играл за липецкий «Металлург», однако в начале 2009 года стало ясно что контракт с ним продлён не будет из-за решения нового главного тренера Геннадия Стёпушкина. Сезон 2009 года провёл в «Горняке» Учалы. В конце декабря 2009 года подписал однолетний контракт с саратовским «Соколом», где после окончания сезона завершил профессиональную карьеру. После чего играл за различные любительские клубы. С 2016 года главный тренер владикавказского «Металлурга», с которым в 2018 году становился чемпионом Северной Осетии.